# Медведица (приток на Дон)
Медвѐдица (на руски: Медведица) е река в Русия. Тя е 84-тата река по дължина в Русия и 4-тият по дължина приток на Дон след Северски Донец, Хопьор и Сал.
Дължината ѝ е 745 km. Протича на територията на Саратовска (324 km) и Волгоградска област (421 km). Влива се отляво при 792-ри km на река Дон западно от град Серафимович, Волгоградска област.

## Географска характеристика

### Извор, течение, устие
Реката се образува от сливането на две малки рекички в центъра на село Стари Бураси, Базарно-Карабулакски район, на Саратовска област, на 233 m н.в., които водят началото си от северната част на Приволжкото възвишение. В най-горното си течение до град Петровск тече в западна посока в сравнително тясна долина. След това завива на юг, като долината ѝ се разширява и в нея се появяват множество меандри, старици и малки езера. Северно от град Жирновск навлиза във Волгоградска област, а след посьолок Красний Яр завива на югозапад и следва тази посока до устието си. Влива се отляво при 792-ри km на река Дон западно от град Серафимович, Волгоградска област, на 45 m н.в.

### Водосборен басейн, притоци
Водосборният басейн на река Медведица обхваща площ от 34 700 km2, която представлява 8,22% от водосборния басейн на Дон. Той се простира на територията на 3 области: Волгоградска, Пензенска и Саратовска на Русия. Водосборният басейн на реката граничи с други 3 водосборни басейна:
- на запад – водосборния басейн на река Хопьор (ляв приток на Дон);
- на север и изток – водосборния басейн на река Волга;
- на югоизток – водосборния басейн на река Иловля (ляв приток на Дон).

Река Хопьор получава около 40 притока с дължина над 20 km, от които 4 са с дължина над 100 km. По-долу са изброени тези 4 реки, на които са показани на кой километър от течението на Хопьор се вливат (километрите се броят от устието към извора), техните дължини, площта на водосборните им басейни, дали са леви (←) или десни (→) притоци и къде се вливат:
← 447 Баланда 164 km, 1900 km2, на 3 km югоизточно от село Симоновка, Саратовска област;
→ 421 Карамиш 147 km, 3380 km2, при село Мали Карамиш, Саратовска област;
← 308 Терса 239 km, 8600 km2, при село Терсинка, Волгоградска област;
→ 69 Арчеда 162 km, 2050 km2, на 2,5 km източно от станица Арчединская, Волгоградска област.

### Хидроложки показатели
Басейнът на реката изцяло се намира в пределите на лесостепната и степната зона, което обяснява малкия отток на реката при сравнително големия ѝ водосборен басейн. Тече изцяло в пределите на Приволжкото възвишение. Средният многогодишен отток на реката на 66 km от устието е 69 m3/s (максимален 2070 m3/s, минимален 4 m3/s). Подхранването е предимно снегово с ясно изразено пълноводие през април и май. Замръзва в края на ноември – началото на декември, а се размразява в края на март – началото на април. Поради маловодието на реката тя не е плавателна.

## Селища
По течението на реката са разположени множество населени места, в т.ч. 4 града:
- Саратовска област – Петровск, Аткарск и посьолок Лисие Гори;
- Волгоградска област – Жирновск, посьолок Красний Яр, посьолок Даниловка и Михайловка.